# Les filles de Mohamed
Les filles de Mohamed (títol original, Las hijas de Mohamed) és una pel·lícula de l'any 2003. S'ha doblat al català per TV3.
La Carme, una ginecòloga barcelonina que acaba de separar-se de la seva parella, s'enfronta a la cultura marroquina quan el marit de la Shahida, una de les seves pacients, es nega a reconèixer a la seva filla nounada. A través de l'Amir, l'atractiu germà de la dona repudiada, la Carme descobrirà els costums, la sensibilitat i la manera de veure el món dels marroquins, alhora que s'implica en el problema i acull la Shahida i a la nena a la seva casa. A partir d'aquest moment, la Carme es comprometrà a ajudar-la en la seva adaptació a la societat occidental i mediarà perquè pugui tornar al costat del seu marit. Paral·lelament, també haurà d'assimilar l'atracció imprevista que sent per l'Amir, qui li ofereix una sensibilitat, una comprensió i una riquesa emocional que no havia trobat en les seves anteriors relacions sentimentals.

## Premis
- Premi CIVIS ARD 2004